# Schwarz-Gelb Weißenfels
Der Weißenfelser FV Schwarz-Gelb ist ein deutscher Fußballverein aus Weißenfels im Burgenlandkreis. Heimstätte ist der Sportplatz Selauer Straße. Der Club steht in der Tradition der SG Weißenfels-Ost bzw. BSG Empor Weißenfels.

## Verein

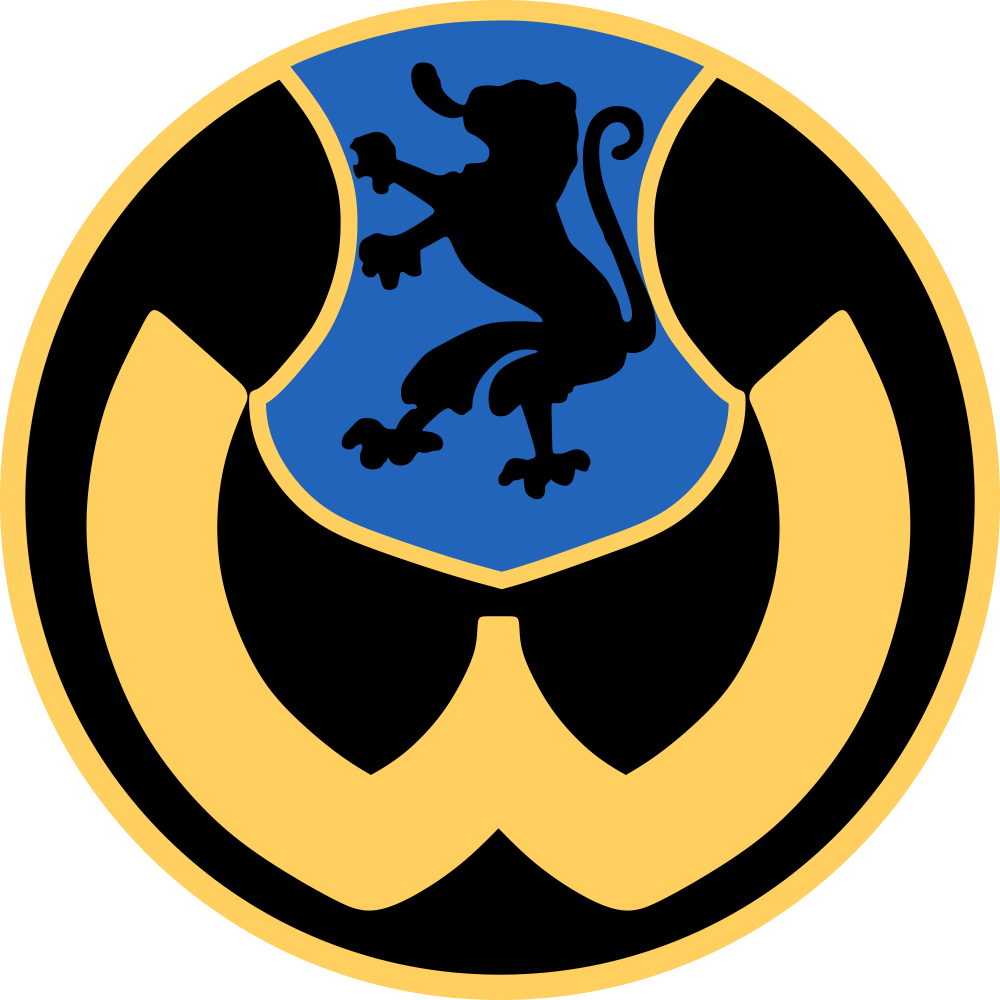
Historisches Logo von Schwarz-Gelb Weißenfels.

Der WFV Schwarz-Gelb wurde im Jahr 1903 unter der Bezeichnung FC Hohenzollern Weißenfels gegründet. In der Folgezeit vollzog der Club ab 1918 eine Umbenennung in Weißenfelser Sportvereinigung Schwarz-Gelb von 1903, 1924 dann in Schwarz-Gelb Weißenfels.
Auf sportlicher Ebene trat der Club innerhalb des Verbandes Mitteldeutscher Ballspiel-Vereine in der Meisterschaft des Gau Saale-Elster an, deren Meisterschaft insgesamt viermal gewonnen wurde. Schwarz-Gelb Weißenfels dominierte die Liga bis 1933 fast durchweg mit der SpVgg 05  Naumburg. In den damit verbundenen Qualifikationen zur mitteldeutschen Endrunde scheiterte Weißenfels am VfB Leipzig, dem SC Wasungen sowie dem Chemnitzer BC jeweils vorzeitig. In der 1933 eingeführten Gauliga Mitte war Schwarz-Gelb Weißenfels dann nicht mehr vertreten.
1945 wurde der Club aufgelöst und im Folgejahr als SG Weißenfels-Ost neu gegründet. Die lose Sportgruppe wurde im Anschluss mit dem Einstieg der Sportvereinigung Empor in BSG Empor Weißenfels umbenannt. Empor Weißenfels trat im Gegensatz zum Lokalrivalen Fortschritt Weißenfels im DDR-Fußball stets unterklassig auf, etwaige Aufstiege zur drittklassigen Bezirksliga Halle wurden nicht erreicht.
1992 vollzog der Verein eine Rückbenennung zum historischen Namen Schwarz-Gelb Weißenfels, wobei Empor Weißenfels mit Dynamo Weißenfels fusionierte. Der Club agiert seitdem ausnahmslos im Lokalfußball des Burgenlandes. Derzeitige Spielklasse ist die Kreisliga Burgenland.

## Statistik
- Teilnahme Endrunde VMBV: 1913/14, 1926/27, 1929/30, 1931/32